# T. J. Galiardi
Terry Joseph „T. J.“ Galiardi (* 22. April 1988 in Calgary, Alberta) ist ein ehemaliger US-amerikanisch-kanadischer Eishockeyspieler, der im Verlauf seiner aktiven Karriere zwischen 2006 und 2017 unter anderem 341 Spiele für die Colorado Avalanche, San Jose Sharks, Calgary Flames und Winnipeg Jets in der National Hockey League (NHL) auf der Position des linken Flügelstürmers bestritten hat. Sein Bruder Rylan Galiardi war ebenfalls professioneller Eishockeyspieler.

## Karriere
Galiardi begann seine Karriere in der Saison 2005/06 bei den Calgary Royals in der Alberta Junior Hockey League (AJHL). Zur Saison 2006/07 wechselte er in die ECAC, einer Division im Spielbetrieb der National Collegiate Athletic Association (NCAA) zum Dartmouth College. Die Saison 2007/08 verbrachte er recht erfolgreich in der Western Hockey League (WHL) bei den Calgary Hitmen.
Im Mai 2008 unterzeichnete der Flügelstürmer seinen ersten Profivertrag bei der Colorado Avalanche aus der National Hockey League (NHL), die ihn im NHL Entry Draft 2007 in der zweiten Runde an 55. Stelle ausgewählt hatte. In der Saison 2008/09 wurde er zunächst beim Farmteam der Avalanche, den Lake Erie Monsters in der American Hockey League (AHL), eingesetzt. Im Laufe der Saison wurde er jedoch elfmal in den NHL-Kader der Avalanche berufen. Am 13. März 2009 gab er bei der 1:8-Niederlage seines Teams gegen die Edmonton Oilers sein Debüt. Sein erstes NHL-Tor erzielte er am 27. März 2009 bei der 1:4-Niederlage gegen die Vancouver Canucks. Ende Februar 2012 transferierte ihn die Colorado Avalanche gemeinsam mit Daniel Winnik und einem Siebtrunden-Wahlrecht im Austausch für Jamie McGinn, Mike Connolly und Michael Sgarbossa zu den San Jose Sharks. Am 3. Oktober 2012 unterschrieb er aufgrund des Lockouts vor Beginn der NHL-Saison 2012/13 einen auf zunächst vier Wochen beschränkten Vertrag beim SC Bietigheim-Bissingen aus der 2. Eishockey-Bundesliga. Am 2. Juli 2013 wurde er im Austausch für ein Viertrunden-Wahlrecht im NHL Entry Draft 2015 zu den Calgary Flames transferiert. Nach einer Saison in Calgary wechselte Galiardi im August 2014 zu den Winnipeg Jets.
In Winnipeg absolvierte Galiardi 38 NHL-Einsätze, ehe er sich im Juni 2015 den Malmö Redhawks aus der schwedischen Svenska Hockeyligan (SHL) anschloss. Er verließ die Mannschaft im Februar 2016, um in Nordamerika eine Verletzung auszukurieren. Teile der Vorbereitung auf die Saison 2016/17 absolvierte er mit den St. Louis Blues aus der NHL, von denen er einen Probevertrag erhalten hatte. Am 1. Oktober 2016 trennte man sich und Galiardi unterschrieb am 24. November 2016 einen Vertrag beim KHL Medveščak Zagreb, dem kroatischen Teilnehmer der Kontinentalen Hockey Liga (KHL). Ein Jahr später wechselte er innerhalb der KHL zu Dinamo Riga, nachdem sich Medveščak aus der KHL zurückgezogen hatte und er zwischenzeitlich für Neftechimik Nischnekamsk aufgelaufen war. Galiardi absolvierte jedoch nur wenige Spiele für Dinamo und wurde im Oktober desselben Jahres entlassen. Anschließend beendete er seine aktive Karriere.

### International
Bei der Weltmeisterschaft 2010 in Deutschland gab der linke Flügelstürmer sein internationales Debüt für die Vereinigten Staaten. Ein Medaillenrang wurde mit dem 13. Platz jedoch deutlich verfehlt.

## Erfolge und Auszeichnungen
- 2007 ECAC All-Rookie Team

## Karrierestatistik

### International
Vertrat die USA bei:
- Weltmeisterschaft 2010

(Legende zur Spielerstatistik: Sp oder GP = absolvierte Spiele; T oder G = erzielte Tore; V oder A = erzielte Assists; Pkt oder Pts = erzielte Scorerpunkte; SM oder PIM = erhaltene Strafminuten; +/− = Plus/Minus-Bilanz; PP = erzielte Überzahltore; SH = erzielte Unterzahltore; GW = erzielte Siegtore; 1 Play-downs/Relegation; Kursiv: Statistik nicht vollständig)